# Auronzo di Cadore
Auronzo di Cadore (vènet Auronzo de Cador) és un municipi italià, dins de la província de Belluno. L'any 2007 tenia 3.611 habitants. Limita amb els municipis de Calalzo di Cadore, Comelico Superiore, Cortina d'Ampezzo, Danta di Cadore, Toblach (BZ), Domegge di Cadore, Lozzo di Cadore, San Vito di Cadore, Santo Stefano di Cadore, Sexten (BZ) i Vigo di Cadore.

## Administració
| Període | Identitat                   | Partit        |
| ------- | --------------------------- | ------------- |
| 2004-   | Bruno Zandegiacomo Orsolina | Llista cívica |